# Propliopithecidae
Los propliopitécidos (Propliopithecidae) son una familia extinta de primates catarrinos que vivió durante el Oligoceno en Egipto.

## Taxonomía
- Orden Primates
  - Infraorden Catarrhini
    - Superfamilia Propliopithecoidea
      - Familia Propliopithecidae Straus, 1961  Simons, 1965 [1]
        - Género Aegyptopithecus Simons, 1965
          - Aegyptopithecus zeuxis Simons, 1965

        - Género Oligopithecus Simons, 1962
          - Oligopithecus savagei Simons, 1962

        - Género Propliopithecus Schlosser, 1911
          - Propliopithecus ankeli Simons et al., 1987
          - Propliopithecus chirobates Simons, 1965
          - Propliopithecus haeckeli Schlosser, 1911